# WinTariff
WinTariff — широкораспостранённая в России программа тарификации и учета вызовов для разных мини-АТС, таких как Panasonic, Samsung, NEC, Siemens, Lucent, Ericsson, Karel, Asterisk и других.
История развития WinTariff насчитывает более 20 лет. Первые версии программы появились ещё в XX веке (в конце 90-х) и были ориентированы на ПК под управлением Windows 3.11 и Windows 95. По заявлениям разработчиков, пользователями программы являются тысячи государственных и коммерческих организаций в России, СНГ и дальнем зарубежье.
WinTariff позволяет получать из телефонной станции и записывать информацию о телефонных звонках — (CDR / SMDR) в собственное хранилище и обрабатывать их в дальнейшем. Полученные результаты могут быть использованы для сопоставления счетов за телефонные переговоры, выставленные городской АТС оператора связи, анализа загруженности офисной станции, разделения счетов за переговоры между различными пользователями и даже организациями, использующими одну офисную станцию. В частности - для выписывания счетов за телефон клиентам гостиницы (одно из ключевых направлений использования WinTariff) и т.д и т. п.
Таким образом программа представляет собой упрощенную версию биллинговой системы учета телефонного трафика для малого и среднего бизнеса.
Вместе с программой WinTariff поставляется база данных с кодами географических телефонных номеров более 2000 городов бывшего СССР и 130 других стран. Имеется возможность возможность редактировать и добавлять новые коды телефонных номеров.
WinTariff позволяет использовать различные тарифы для расчета стоимости вызовов, например, если компания подключения к сетям нескольких телефонных компаний.
Пользователь может изменить формат финального отчета в соответствии с требованиями организации (например, вставить логотип компании). Наиболее часто выполняемые операции могут быть запомнены и в дальнейшем вызываться по нажатию одной кнопки.
Программу WinTariff можно настроить для работы в компьютерной локальной сети предприятия. Таким образом существует возможность расположить компьютер для сбора данных непосредственно рядом с офисной АТС и использовать его только для записи информации о трафике, а обрабатывать и анализировать данные в программе WinTariff сотрудник организации может на своем рабочем месте.
Также программа может быть использована для одновременной записи информации от нескольких мини-АТС, IP-АТС или VoIP-шлюзов.
Распространяется в России, в и на Украине через дистрибьюторов.
WinTariff является условно-бесплатным ПО, бесплатный период использования - 2 недели (15 дней).

## Особенности
- в состав WinTariff входят 4 приложения: сборщик данных (PbxCollect.exe), интерфейс аналитики и управления (Tariff32.exe) и веб-сервер статистики (web-stat.exe), инструмент дополнительной настройки (WinTariff_tools)
- собственная база данных вызовов в формате DBF
- поддержка работы более чем со 130 типами офисных АТС, IP-АТС и VoIP-шлюзов
- поддержка автоматического импорта CDR / SMDR из CSV и нескольких десятков других форматов файлов (используемых оборудованием)
- несколько вариантов получения данных из телефонной станции: RS-232, модем, USB, сетевая папка, локальная папка на ПК и т. п.
- различные варианты схем тарификации, поддержка нескольких валют (с указанием курса)
- идентификация абонентов по А-номеру (сопоставление ФИО / сотрудника по Caller ID)
- преобразование номеров к нужному формату (замена префикса и т.п.)
- статистическая обработка накопленных результатов
- разнообразные отчеты, например по отдельным внутренним номерам или группам номеров (по отделам организации)
- рассылка сообщений электронной почты при регистрации ‘особенных’ звонков (например, с определённых номеров)
- экспорт аналитических отчетов в PDF / HTML / RTF
- опциональные специальные функции для гостиниц и отелей - для выставления счетов постояльцам за телефонные разговоры
- веб-сервер для удаленного доступа к статистике
- основной интерфейс программы тарификатора поддерживает разные скины и индивидуальную настройку оформления
- опциональный вход в интерфейс аналитики и управления по паролю

## см. также
- Офисная АТС
- Call Detail Record
- Биллинговая система